# Szeghegy

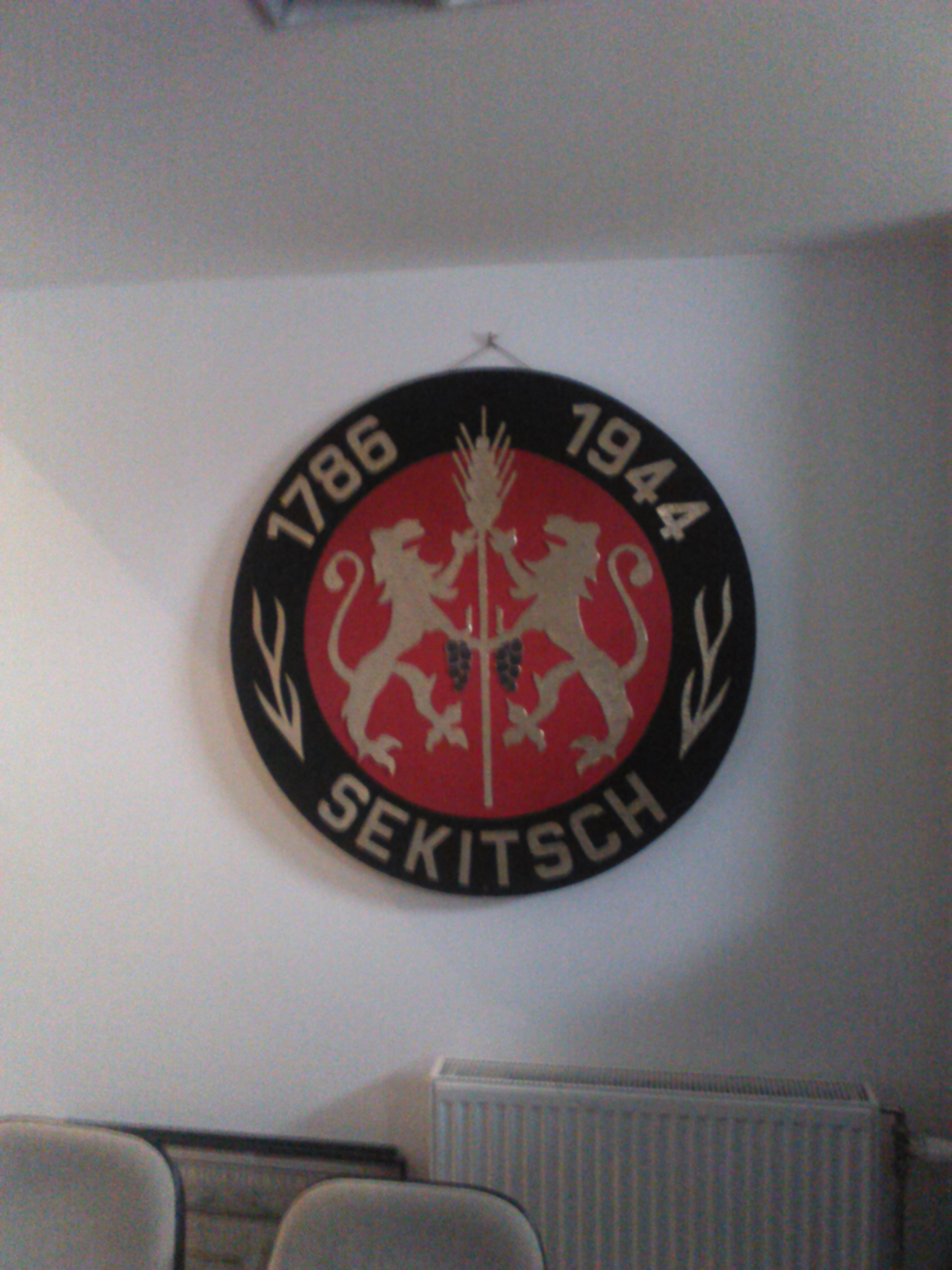
Szeghegy régi címere (1786–1944) a sváb múzeumban

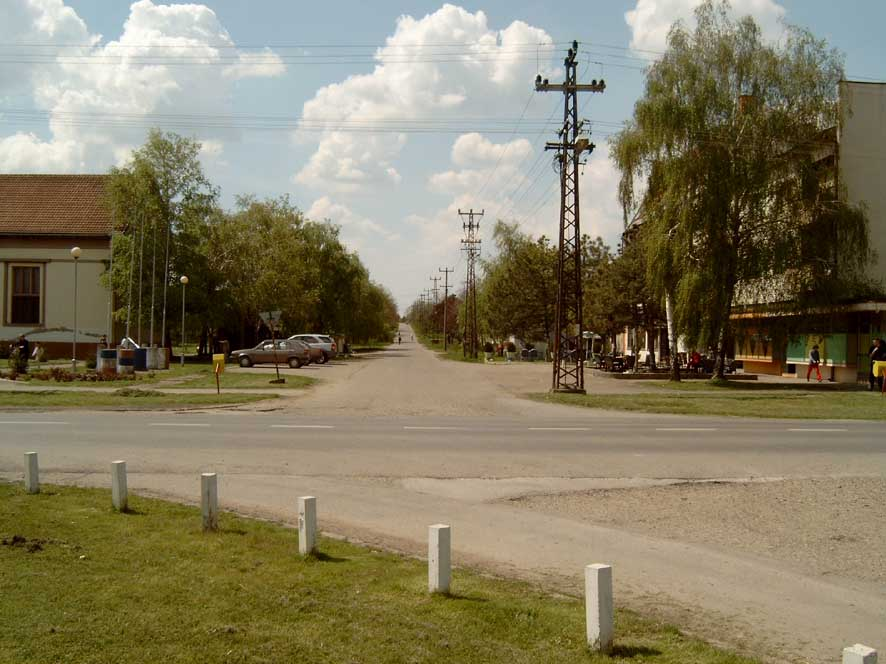
A főutca

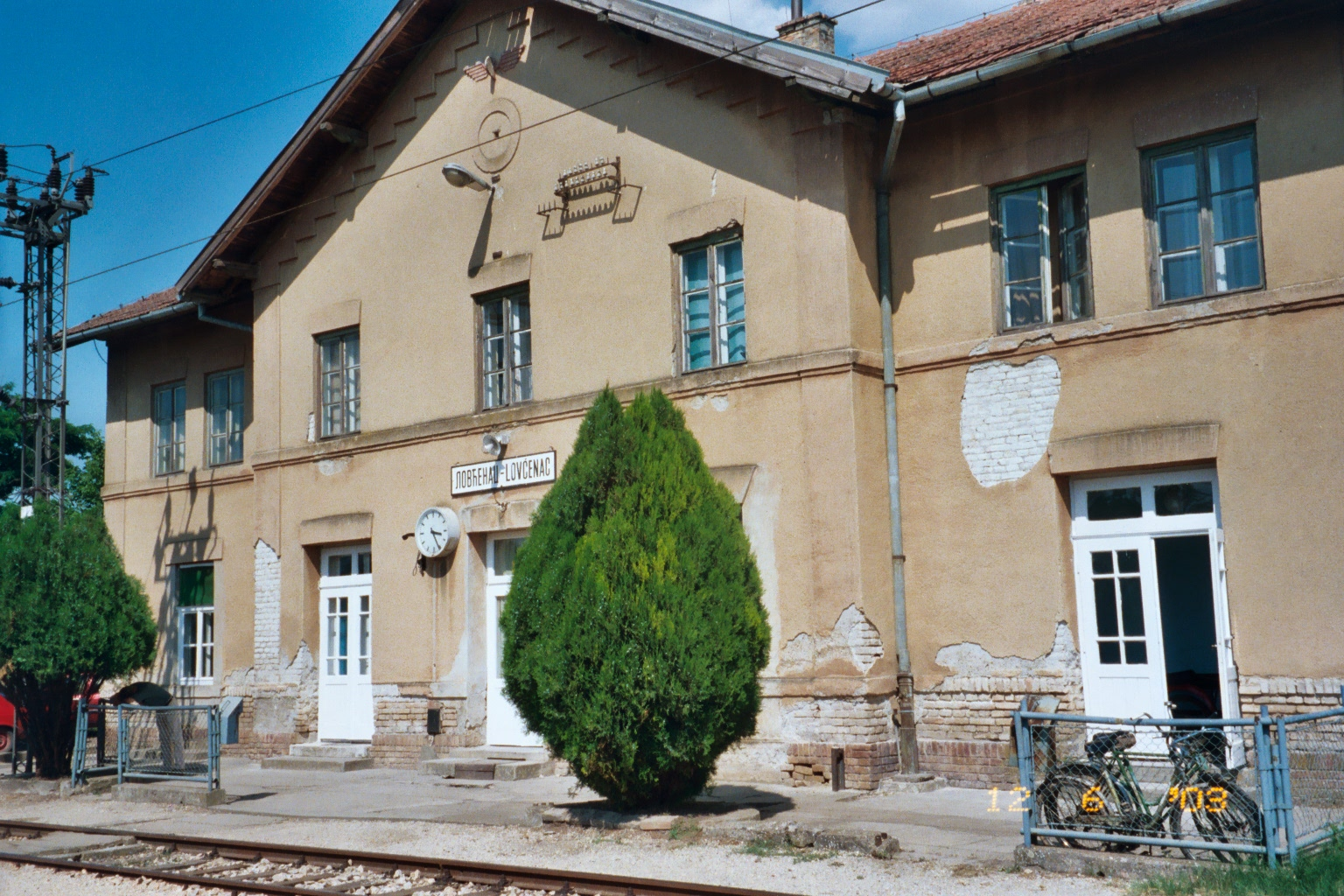
A vasútállomás

Szeghegy (másként Szikics, szerbül Ловћенац / Lovćenac, korábban Секић / Szekity / Sekić, németül Sekitsch / Sekić / Winkelsberg) falu Szerbiában, a Vajdaságban, az Észak-bácskai körzetben, Kishegyes községben.

## Fekvése
Kishegyestől 3 km-re délkeletre fekszik, közigazgatásilag Kishegyeshez tartozik.

## Története
A település helyén, a honfoglalás előtt, egy 1901-es sírfeltárási munkálat alapján megállapítható, hogy avarok éltek. Egy 1476-os okmánybán Zegegyhaz néven említették, és a Maróti család birtokaként van feltüntetve. 1520-ban Csongrád vármegyéhez tartozott, és a csongrádi dézsmajegyzékben fordult elő. Maga a „Szekity” név 1543-ban jelenik meg egy kalocsai birtoknyílvánításban. Innen eredeztethető az eredeti Szegegyház nevéből a szerb elnevezésű Sekić. 1652-ben Wesselényi Ferenc birtokai között említették, ekkor már Szeketics alakban, mint szerb falut. 1655-ben is a Wesselényieké volt, ekkor Wesselényi Ádámot iktatták be Szeketics birtokába.
1731 és 1751 között Szekitsch pusztának olvasható az okmányokon. Az 1768-ik évi Kovács-féle kamarai térkép adatai szerint: Szekity puszta, mint Kishegyes délkeleti szomszédja a Krivája patak két ága között, egy régi templomhellyel, mely legelőűl volt bérbe adva.

## Német betelepítés
1786-ban, mivel II. József türelmi rendelete lehetővé tette, Szekity pusztát főként evangélikus németekkel telepítették be. Az újonnan érkezettek főként az akkori Német-római Birodalom Rajna-vidéki, lotharingiai, württembergi, hesseni és pfalzi evangélikus községeiből, városaiból származtak. A betelepítéskor 200 kész, vertfalú és nádtetejű felépített ház várta az újonnan érkezőket. Mind a parasztok, mind a kézművesek ugyanakkora házat kaptak, amely régi bécsi mértékegységgel tizenegy egység hosszú és három egység széles, valamint nyolc láb magas volt. Minden ház két szobával, egy konyhával rendelkezett, valamint járt hozzá kamra és istálló is. Minden földműves 30 hold földet kapott, a kézművesek pedig 50 forintot. Továbbá az egész falu, mint más telepes falvak is, tíz év adómentességet élvezhettek a betelepítés, tehát 1786. május 4-étől kezdve. A település akkor is és ma is sakktáblaszerű kinézetet ad a térképeken, amelyet még 18. században kimértek és kiépítettek.
A falu fennmaradt régi pecsétje a következő: Egy kis halomból kiemelkedő fára mindkét oldalról egy-egy oroszlán ágaskodik szőlőfürtöt tartva. A halomban 1786. évszám látható. Körirat: „Szekityer Gericht Siegel”.
A helyi németek az ágostai hitvallású evangélikus templomot 1814-től 1817-ig építették, a felszentelésére 1817. november 2-án került sor. 1818-tól, hivatalosan is, a magyar elnevezést, a Szeghegyet használták a falura. 1826-ban Szikityként is említették, 1823-ban céhszabadalmat kapott a kovács, kerékgyártó, lakatos, asztalos céh.
1820-tól a szeghegyi németek fokozatosan, földek és házak vásárlásával Bácsfeketehegy település északi részén is betelepültek, ahol szintén építettek maguknak evangélikus templomot és egyházi iskolát, ettől kezdve a két település történelme, legalábbis német történeti, illetve történetpolitikai szempontból összefonódik. Az 1848–49-es forradalom és szabadságharc idején, 1849. július 14-én Szeghegy határában csata volt, melynek emlékére egy honvédszobrot állítottak a községben.
1786-tól 1830-ig a hivatalos nyelv a német, majd 1830-tól 1842-ig a latin, 1842-től 1849-ig a magyar, 1850-től ismét a német, egészen 1862-ig, majd ismét a magyar mint állami nyelv, egészen 1918-ig, az I. világháború végéig, amikor is az újonnan alakuló Szerb–Horvát–Szlovén Királyság egyik hivatalos nyelve a szerb lett. Az 1918–1919-es délszláv agrárreform idején két sváb nagybirtokos 40 000 hektárnyi földjén alapították meg a szomszédos Mileševo települést, ahová szerb dobrovoljác családokat telepítettek.
Az 1885-ös összeírás alapján 4134-en laktak a faluban, legfőképp németek. A település összeírása vallási megoszlás alapján a következőképp alakult: 4049 evangélikus, 32 katolikus, 21 református és 32 izraelita.
1900-ban már 4936 lakossal rendelkezett, amelyből 4664 német nemzetiségű volt és 272 magyar (a zsidó ekkor még vallási hovatartozásként volt feltüntetve, valószínűleg magyar nemzetiségűnek vallották magukat).
1910-ben 5395 lakosából 4998 német és 394 magyar volt. A trianoni békeszerződésig Bács-Bodrog vármegye Topolyai járásához tartozott. A trianoni békeszerződést követően újból a Sekić elnevezést kapta meg hivatalosan.
Az 1920-ban Zsombolyán (Jimbolia) megalakított Sváb-Német Kultúrszövetség(de) (Schwäbisch-Deutscher Kulturbund), amely 1922-től Újvidék központtal működött Jugoszlávia-szerte, Szeghegyen is toborzott tagokat. 1924-ben, többek között a helyi, falusi jegyző tiltakozására betiltották, 1927-ben újból engedélyezték, 1929-ben a királyi diktatúra bevezetésével más civil- és kultúrszervezetekkel együtt betiltották, majd 1931-ben újra engedélyezték működését. Az 1930-as évek második felétől a Kulturbundon belül megjelent az „Újítók Mozgalma” (Erneuersbewegung), amely a Harmadik Birodalom és Ausztria egyetemein tanult, illetve végzett fiatalokból állt. Ők elszakadtak „az idősebb svábok kompromisszumos politikájától”, mely „minduntalan kiszolgálta a délszláv érdekeket” és a német nemzetiszocializmus ideológiáját fogadták be és terjesztették Jugoszláviában. Szeghegyen is akadtak követői és lelkes szónokai a náci eszméknek, amelyben remélték, hogy kisebbségi sorsuk helyzetéből egy „uralkodó néppé” válnak majd. Közéjük tartozott a helyi templomi kórusvezető, a népi iskola tanítója és a faluban élő fiatalok nagy része.
Szeghegy gazdasága a két világháború között, akárcsak a 19. század végétől a 20. század elejéig folyamatosan prosperitást mutatott. Az 1930-as években a Kulturbund „Agraria” nevezetű gazdasági szövetkezete, amely a délszláv állam területén minden egyéni német tőkét megvédett, így azt az 1929-1933-as gazdasági világválság sem tette tönkre. Szeghegyen is működött az Agraria „Bauernhilfe” („Parasztsegély”), amely kezdőtőkével a szegény földműveseket hivatott segíteni, esetleg vállalkozást indítani. 1912-ben villanytelepet hoztak létre a faluban (Hunsinger villyantelep), amely a két szomszédos települést, Bácsfeketehegyet és Kishegyest is ellátta villanyárammal. 1944-re 11 pékség, 11 hentesüzlet, 2 tejgyár, 8 szabó, 4 téglagyár, 1 cement- és műkőkészítő üzem és 2 mészégető üzem működött a faluban.

## A második világháború és következményei
A II. világháború alatt az evangélikus falvakból és községekből (mint Új-Verbász, Ószivác, Sóvé, Tiszaistvánfalva) tömegesen jelentkeztek az SS soraiba a német fiatalok, amelyet az akkori magyarországi Volksbundba beolvadt Kulturbund végzett. A – főleg szerb – történészek ennek okát vizsgálva arra jutottak, hogy az evangélikus németek nagyobb németeknek érezték magukat az evangélikus egyház német múltja és az akkori politikája miatt, amelyet a Bácskában kifejtett.
1944 őszén, mint Vajdaságban – és Kelet-Európában – másutt is, a kollektív bűnösség elve alapján elkezdték elűzni, kitelepíteni a polgári német kisebbséget, amely kezdetben a szisztematikus legyilkolásukat is jelentette, akárcsak a vajdasági magyarok esetében. A mai történettudomány ezt egyértelműen genocídiumként határozza meg. A német szakirodalom „véres ősznek” nevezi ezt az időszakot.
Szeghegyen 1944. október 18-ára a helyi civil németek kb. fele (48,87%-a) maradt ártatlanságában bízva a faluban. A falut a partizánok először kifosztották, majd a keleti feléből gyűjtő-, illetve munkatábort hoztak létre, ahol a helyi és más falvakból Szeghegyre internált németeknek embertelen körülmények között dolgozniuk kellett. A táborban különböző betegségek ütötték fel a fejüket, mint a hastífusz, tüdőgyulladás, illetve volt, aki végelgyengülésben meg is halt. 1946-ra enyhült a helyzet, a szomszédos Kishegyesről, illetve Bácsfeketehegyről a korábban sváb gazdájuknál szolgáló magyarok „kiválthatták” korábbi gazdájukat pénzért a munkatáborból, és az lényegesen jobb körülmények között dolgozhatott tovább. 1946 szeptemberében a tábort „áthelyezték” Szabadkára, a csantavéri úton elhelyezkedő kendergyárba. A faluban csak azok a németek maradhattak, akik „fontos” szakmában dolgoztak korábban, mint pl. borbély, kőműves, hentes.

## Demográfiai változások
1945 októberében montenegrói telepesekkel telepítik be a falut, akik főleg a Lovćen hegy környékéről (pl. Čevo, Ubli, Grahovo, Cetinje) származtak, innen ered a Lovćenac elnevezés is. A betelepítés több szakaszra osztható. Állami szinten 1945 októbere, majd 1946 októbere a hivatalos betelepítés időpontja. A betelepítés vonaton történt, családostól. A vonat útvonala Herceg Novitól a hercegovinai Mostaron, majd Bosznia-Hercegovina fővárosán, Szarajevón, Bosanski Brod, továbbá Slavonski Brod, a horvát Vinkovcin és a vajdasági Szerémségen keresztül Újvidékig. Újvidéken elosztották a családokat Verbászra, Bácsfeketehegyre és Szeghegyre, ahová szintén vonattal érkeztek. Verbászra Nikšić környékéről, Bácsfeketehegy északi, valaha németek lakta részére pedig Kotor, a Kotori-öböl környékéről telepítettek montenegrói családokat.
A montenegrói lakosság elég hamar beilleszkedett a bácskai földek nyújtotta életmódjába, ugyanakkor voltak, akik már az első években visszamentek Montenegróba, mert nem tudtak hozzászokni a vajdasági éghajlathoz és ivóvízhez, és voltak olyan betelepülők is, akik más mediterrán tájakról (Lika, Kordun, Bosznia-Hercegovina) találtak otthonra Szeghegyen. 1947-ben a települést Sekić-ről Lovćenac-ra nevezik át. 1948-ban „Njegoš” névvel létrehozták a falu mezőgazdasági szövetkezetét, amely gyakorlatilag az összes lakosnak munkát biztosított. Az 1950-es, 1960-as évek a montenegrói lakosság körében is gazdasági felemelkedést hoztak, bár 1968-tól, a jugoszláv–nyugat-német gazdasági megállapodás értelmében, a faluból is sokan Nyugatra, az NSZK-ba utaztak ki dolgozni a magasabb fizetések végett. A falu központját is átrendezték, ami az épületek szerkezetét illeti, 1950-ig gabonatárolónak használták a helyi evangélikus templomot, majd 1950-ben, belgrádi pártutasításra lerombolták, és a helyére 1953-ban emeletes lakóépületet építettek, a népi iskolából állami iskola lett, a községházából – kisebb átalakítással – pedig egészségház vált, a mai főtéren, amelyen emlékművet emeltek a fasizmus áldozatainak az emlékére, valaha egy nagy sváb ház állt, amely a Volksbundnak adott helyet, lerombolták és emlékmű áll a virágos tér közepén. Sok német házat új tulajdonosuk felújíttott, de sok az enyészeté lett, mivel nem lakik benne senki.
Az utóbbi időben a vajdasági montenegrói fiatalok többsége az anyaországban, vagyis Montenegróban próbál szerencsét, menekülve a faluban uralkodó munkanélküliség elől.
2006-ban felépített a szerb állam és a szerb ortodox egyház egy pravoszláv templomot, nem messze a falu központjától, a volt rendőrőrs helyén, ugyanakkor tervben van egy montenegrói pravoszláv templom felépítése is a közeljövőben, a település főtere közelében.
Ma, Lovćenac a vajdasági és egyben a szerbiai montenegrói kisebbség kulturális és politikai központja, a montenegrói kulturális szervezetnek a neve „Krstaš”, az Újvidéken alapított Montenegrói Pártnak sokáig a lovćenaci Nenad Stevović – aki egyben alapítója is – volt az elnöke.

2015-ben a helyi iskolával szemben megnyílt egy sváb múzeum (Heimatmuseum) is, amelyet a Szeghegyi-Bácsfeketehegyi Német Egyesület szervezésében újítottak fel és rendeztek be, és amelynek elnökasszonya Helga Eisele.
| 1948 | 1953 | 1961 | 1971 | 1981 | 1991 | 2002 |
| ---- | ---- | ---- | ---- | ---- | ---- | ---- |
| 4791 | 4413 | 4800 | 4159 | 4016 | 4049 | 3693 |

## Etnikai összetétel
| Nemzetiség       | Szám | %     |
| ---------------- | ---- | ----- |
| Montenegróiak    | 2100 | 56,86 |
| Szerbek          | 1242 | 33,63 |
| Magyarok         | 107  | 2,89  |
| Horvátok         | 27   | 0,73  |
| Ruszinok         | 18   | 0,48  |
| Macedónok        | 15   | 0,40  |
| Jugoszlávok      | 14   | 0,37  |
| Muzulmánok       | 6    | 0,16  |
| Németek          | 4    | 0,10  |
| Cigányok         | 3    | 0,08  |
| Csehek           | 2    | 0,05  |
| Szlovének        | 2    | 0,05  |
| Oroszok          | 2    | 0,05  |
| Ukránok          | 1    | 0,02  |
| Szlovákok        | 1    | 0,02  |
| Bunyevácok       | 1    | 0,02  |
| Bosnyákok        | 1    | 0,02  |
| Egyéb/Ismeretlen |      |       |